# Groeneveldse polder
De Groeneveldse polder is de naam van een polder en voormalig waterschap in de gemeenten Westland en Midden-Delfland in de Nederlandse provincie Zuid-Holland.
Het waterschap was verantwoordelijk voor de vervening, drooglegging en later de waterhuishouding in de polder.
De Groeneveldse polder wordt bemalen door de Groeneveldse molen uit 1719, in combinatie met een modern vijzelgemaal.
De polder vormde tot 1855 de gelijknamige gemeente Groeneveld.

## Afbeeldingen

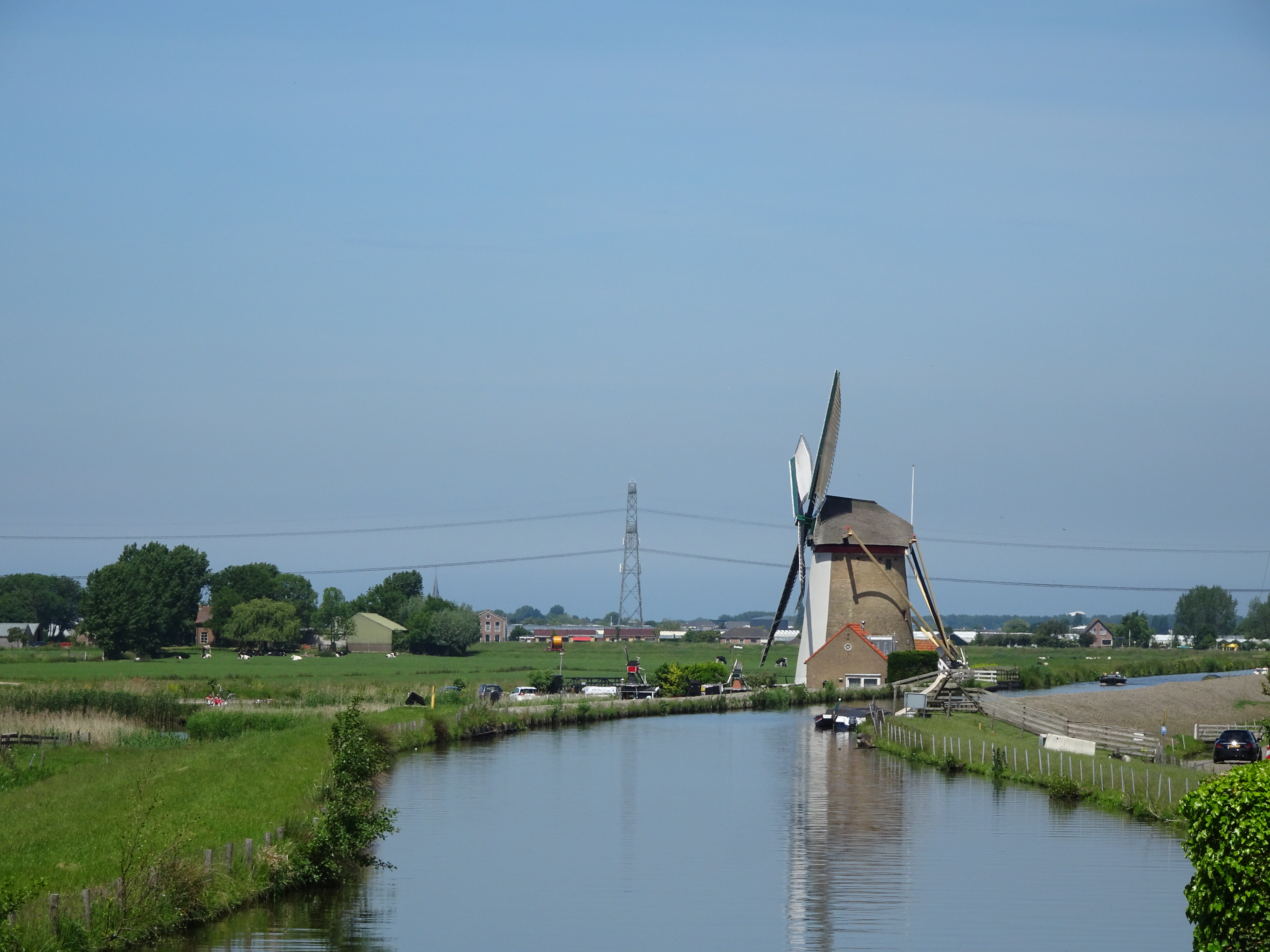
Groeneveldse molen uit 1719 en de polder (2019)
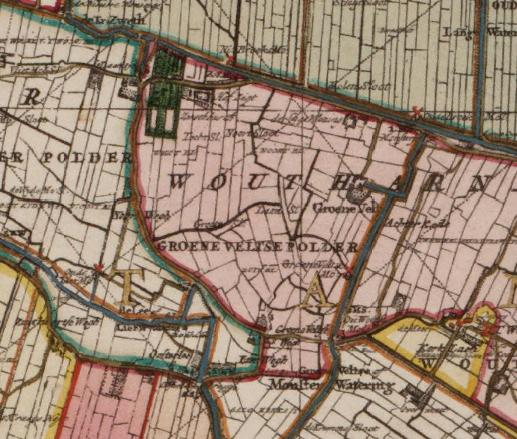
Kaart 1712